# Neozephyrus taiwanus
Neozephyrus taiwanus is een vlinder uit de familie van de Lycaenidae. De wetenschappelijke naam van de soort werd als Zephyrus taiwanus in 1911 gepubliceerd door Wileman.

## Synoniemen
- Zephyrus coruscans takasagoensis Nire, 1920
- Zephyrus tattakana Matsumura, 1929
- Zephyrus taiheizana Nomura, 1931